# 367-й отдельный сапёрный батальон
367-й отдельный сапёрный батальон  — воинская часть в вооружённых силах СССР во время Великой Отечественной войны.

## История
Формировался в марте 1941 года в Петрозаводске, в составе 237-й стрелковой дивизии
В составе действующей армии с 22 июня 1941 года по 24 января 1942 года.
В составе дивизии переброшен к 27 июня 1941 года в Лоймолу, затем в начале июля 1941 года переброшен под Сольцы, принимал участие в контрударе под Сольцами. На начало августа 1941 года занимает оборонительные позиции в 14 километрах севернее Шимска. С немецким наступлением начала августа 1941 года попал в окружение на своих позициях, вышел из него, вместе с дивизией в августе 1941 года отступает по направлению Чудово - Мга. 9 сентября 1941 года дивизия фактически была расформирована: батальон к тому времени был изъят из состава дивизии и передан в 55-ю армию.
В течение 1941 - января 1942 года ведёт бои в составе 55-й армии на юго-восточных ближних подступах к Ленинграду
24 января 1942 года переформирован в 367-й отдельный инженерный батальон.

### Подчинение
| Подчинение по месяцам | Подчинение по месяцам | Подчинение по месяцам           | Подчинение по месяцам  | Подчинение по месяцам    |
| Дата                  | Фронт (округ)         | Армия                           | Корпус (группа)        | Дивизия                  |
| --------------------- | --------------------- | ------------------------------- | ---------------------- | ------------------------ |
| 22 июня 1941 года     | Северный фронт        | 7-я армия                       | -                      | 237-я стрелковая дивизия |
| 1 июля 1941 года      | Северный фронт        | 7-я армия                       | -                      | 237-я стрелковая дивизия |
| 10 июля 1941 года     | Северо-Западный фронт | 11-я армия                      | 16-й стрелковый корпус | 237-я стрелковая дивизия |
| 1 августа 1941 года   | Северо-Западный фронт | Новгородская оперативная группа | 16-й стрелковый корпус | 237-я стрелковая дивизия |
| 1 сентября 1941 года  | Ленинградский фронт   | 48-я армия                      | -                      | 237-я стрелковая дивизия |
| 1 октября 1941 года   | Ленинградский фронт   | 55-я армия                      | -                      | —                        |
| 1 ноября 1941 года    | Ленинградский фронт   | 55-я армия                      | -                      | —                        |
| 1 декабря 1941 года   | Ленинградский фронт   | 55-я армия                      | -                      | —                        |
| 1 января 1942 года    | Ленинградский фронт   | 55-я армия                      | -                      | —                        |

## Другие инженерные и сапёрные формирования с тем же номером
- 367-й отдельный сапёрный батальон 237-й стрелковой дивизии 2-го формирования;
- 367-й отдельный инженерный батальон 16-й, 11-й гвардейской армий
- 367-й отдельный инженерный батальон 55-й, 67-й, 23-й армий